# Asian Le Mans Series 2019-2020
Navigation
Édition précédente Édition suivante
La saison 2019-2020 des Asian Le Mans Series est la huitième saison de ce championnat. À l'issue du championnat, quatre invitations pour les 24 Heures du Mans 2020 seront distribuées dont une pour l’équipe championne en Amateur.

## Calendrier
Le 16 janvier 2019, l'Asian Le Mans Series annonce que le championnat va prendre une nouvelle dimension pour la saison 2019-2020 en se rendant en Australie et plus précisément sur le tracé de The Bend, situé au sud du pays à 100 km d’Adelaide,. Un mois jour pour jour après avoir annoncé l’intégration d’une manche australienne, la date de l'épreuve a été arrêté. Le Bend Motorsport Park accueillera les concurrents du 10 et 12 janvier 2020. L'épreuve empruntera le circuit dans sa configuration la plus complète, à savoir le tracé de 7,77 kilomètres, faisant de lui le deuxième plus long tracé permanent après celui de la Nordschleife.
En marge de la finale de la saison 2018-2019, à Sepang, l'Asian Le Mans Series a dévoilé le menu de la campagne 2019-2020. Les concurrents s'affronteront à nouveau sur quatre courses de quatre heures, le Circuit international de Shanghai ayant l'honneur d'ouvrir les débats, lors d'un meeting commun avec le Championnat de Chine de voitures de tourisme. Alors qu'il faisait office de finale, Sepang sera dorénavant le théâtre de la troisième course qui se terminera de nuit après s'être déroulée au coucher du soleil. Enfin, les titres devraient se jouer le 23 février sur le Circuit international de Buriram, en Thaïlande. Fuji disparait lui du calendrier.
| N° | Date        | Course               | Circuit                           | Lieu        | Pays      |
| -- | ----------- | -------------------- | --------------------------------- | ----------- | --------- |
| 1  | 24 novembre | 4 Heures de Shanghai | Circuit international de Shanghai | Shanghai    | Chine     |
| 2  | 12 janvier  | 4 Heures du Bend     | The Bend Motorsport Park          | Tailem Bend | Australie |
| 3  | 15 février  | 4 Heures de Sepang   | Circuit international de Sepang   | Sepang      | Malaisie  |
| 4  | 23 février  | 4 Heures de Buriram  | Circuit international de Buriram  | Buriram     | Thaïlande |

## Engagés

### LMP2
La catégorie Prototype est composée de voitures répondant à des réglementations développées par l'ACO et la FIA, c'est-à-dire soit la réglementation LMP2, soit la réglementation LMP3. Les voitures LMP2 datant de la réglementation de 2015 sont néanmoins admises mais dans une classe amateur dédié.
Pour la catégorie LMP2, le poids minimum de la voiture est de 930 kg. D'un point de vue moteur, les voitures sont équipées d’un moteur Gibson Technology.
La catégorie LMP2 est coupée en deux, d'un coté les LMP2 ancienne génération pilotées par des AM tels que l'Oreca 05, le Ligier JS P2, le BR01, et comme motorisation, des constructeurs tels que Judd, Nissan ou Honda sont présents.
Puis les LMP2 de la génération actuelle pilotées par des équipages PRO sont les châssis Oreca 07, la Ligier JS P217, la Dallara P217 et la Riley Mk. 30.
Le moteur GK428 4,2 L V8 atmosphérique, qui a été dévoilé lors des 24 Heures du Mans 2016 a une puissance de 600 hp soit 100 hp de plus que les LMP2 de la génération précédente.
| Icon | Class                         |
| ---- | ----------------------------- |
| P2   | LMP2 PRO Génération Actuelle  |
| P2   | LMP2 AM Génération Précédente |

| No.  | Pays                   | Équipe                    | Voiture        | Classe | Pilotes                                                                                              | Pilotes                                                                                              | Pilotes                                                                                              |
| No.  | Pays                   | Équipe                    | Voiture        | Classe | Les chiffres entre parenthèses sont la ou les manches auxquelles le pilote ou l'écurie sont inscrits | Les chiffres entre parenthèses sont la ou les manches auxquelles le pilote ou l'écurie sont inscrits | Les chiffres entre parenthèses sont la ou les manches auxquelles le pilote ou l'écurie sont inscrits |
| LMP2 | LMP2                   | LMP2                      | LMP2           | LMP2   | LMP2                                                                                                 | LMP2                                                                                                 | LMP2                                                                                                 |
| ---- | ---------------------- | ------------------------- | -------------- | ------ | --- | --- | --- |
| 1    |                        | Eurasia Motorsport        | Ligier JS P217 | P2     | Daniel Gaunt (en) (Toutes)                                                                           | Nobuya Yamanaka (1, 4)                                                                               | Masataka Yanagida (1, 3)                                                                             |
| 1    | Nick Cassidy (2, 4)    | Eurasia Motorsport        | Ligier JS P217 | P2     | Shane van Gisbergen (2)                                                                              | | |
| 4    |                        | ARC Bratislava            | Ligier JS P2   | P2     | Miroslav Konôpka (1,2)                                                                               | Andreas Laskaratos (1,2)                                                                             | Kang Ling (1)                                                                                        |
| 4    | Garnet Patterson (2)   | ARC Bratislava            | Ligier JS P2   | P2     | | | |
| 36   |                        | Eurasia Motorsport        | Ligier JS P217 | P2     | Nick Foster (Toutes)                                                                                 | Aidan Read (Toutes)                                                                                  | Roberto Merhi (Toutes)                                                                               |
| 25   |                        | Rick Ware Racing          | Ligier JS P2   | P2     | Philippe Mulacek (2-4)                                                                               | Guy Cosmo (2-4)                                                                                      | Anthony Lazzaro (2-4)                                                                                |
| 26   |                        | G-Drive Racing By Algarve | Aurus 01       | P2     | Roman Rusinov (Toutes)                                                                               | Léonard Hoogenboom (Toutes)                                                                          | James French (Toutes)                                                                                |
| 33   |                        | Inter Europol Competition | Ligier JS P217 | P2     | John Corbett (Toutes)                                                                                | Nathan Kumar (Toutes)                                                                                | Mitchell Neilson (1-2)                                                                               |
| 33   | Danial Frost (3-4)     | Inter Europol Competition | Ligier JS P217 | P2     | | | |
| 34   | Mathias Beche (Toutes) | Inter Europol Competition | Ligier JS P217 | P2     | Jakub Śmiechowski (Toutes)                                                                           | James Winslow (Toutes)                                                                               | |
| 45   |                        | Thunderhead Carlin Racing | Dallara P217   | P2     | Ben Barnicoat (Toutes)                                                                               | Jack Manchester (Toutes)                                                                             | Harry Tincknell (Toutes)                                                                             |
| 52   |                        | Rick Ware Racing          | Ligier JS P2   | P2     | Mark Kvamme (1)                                                                                      | Cody Ware (en) (Toutes)                                                                              | Gustas Grinbergas (2-4)                                                                              |
| 59   |                        | RLR Msport                | Oreca 05       | P2     | John Farano (1-2)                                                                                    | Arjun Maini (1-2)                                                                                    | Andy Higgins (1-2)                                                                                   |
| 96   |                        | K2 Uchino Racing          | Oreca 07       | P2     | Haruki Kurosawa (1, 3–4)                                                                             | Shaun Thong (en) (1, 3–4)                                                                            | |

Malgré différentes annonces, les écuries High Class Racing et Panis-Barthez Compétition n'ont pas participé au championnat.

### LMP3
Concernant la catégorie LMP3, nous retrouvons des châssis tels que le Norma M30, le Ligier JS P3, le Ginetta-Juno P3-15 ou ADESS-03 équipé d'un moteur imposé, le Nissan VK50VE 5,0 L V8 atmosphérique.
| No.  | Pays                       | Équipe                    | Voiture      | Classe | Pilotes                                                                                              | Pilotes                                                                                              | Pilotes                                                                                              |
| No.  | Pays                       | Équipe                    | Voiture      | Classe | Les chiffres entre parenthèses sont la ou les manches auxquelles le pilote ou l'écurie sont inscrits | Les chiffres entre parenthèses sont la ou les manches auxquelles le pilote ou l'écurie sont inscrits | Les chiffres entre parenthèses sont la ou les manches auxquelles le pilote ou l'écurie sont inscrits |
| LMP3 | LMP3                       | LMP3                      | LMP3         | LMP3   | LMP3                                                                                                 | LMP3                                                                                                 | LMP3                                                                                                 |
| ---- | -------------------------- | ------------------------- | ------------ | ------ | --- | --- | --- |
| 2    |                            | Nielsen Racing            | Norma M30    | P3     | Colin Noble (Toutes)                                                                                 | Tony Wells (Toutes)                                                                                  | |
| 3    |                            | Nielsen Racing            | Norma M30    | P3     | Charles Crews (Toutes)                                                                               | Garett Grist (Toutes)                                                                                | Rob Hodes (Toutes)                                                                                   |
| 8    |                            | Graff Racing              | Norma M30    | P3     | Matthias Kaiser (3-4)                                                                                | Rory Penttinen (3)                                                                                   | Neale Muston (4)                                                                                     |
| 9    | David Droux (Toutes)       | Graff Racing              | Norma M30    | P3     | Éric Trouillet (Toutes)                                                                              | Sébastien Page (1, 3-4)                                                                              | |
| 9    | Ricky Capo (2)             | Graff Racing              | Norma M30    | P3     | | | |
| 12   |                            | ACE1 Villorba Corse       | Ligier JS P3 | P3     | Alessandro Bressan (Toutes)                                                                          | Gabriele Lancieri (en) (Toutes)                                                                      | Yuki Harata (1)                                                                                      |
| 12   | David Fumanelli (en) (2-4) | ACE1 Villorba Corse       | Ligier JS P3 | P3     | | | |
| 13   |                            | Inter Europol Competition | Ligier JS P3 | P3     | Martin Hippe (Toutes)                                                                                | Nigel Moore (Toutes)                                                                                 | |
| 14   | Peter Paddon (2)           | Inter Europol Competition | Ligier JS P3 | P3     | Garth Walden (en) (2)                                                                                | Austin McCusker (2)                                                                                  | |
| 18   | Philip Kadoorie (3-4)      | Inter Europol Competition | Ligier JS P3 | P3     | Dan Wells (3-4)                                                                                      | | |
| 66   |                            | Viper Niza Racing (en)    | Ligier JS P3 | P3     | Dominic Ang (Toutes)                                                                                 | Douglas Khoo (en) (Toutes)                                                                           | |

### GT

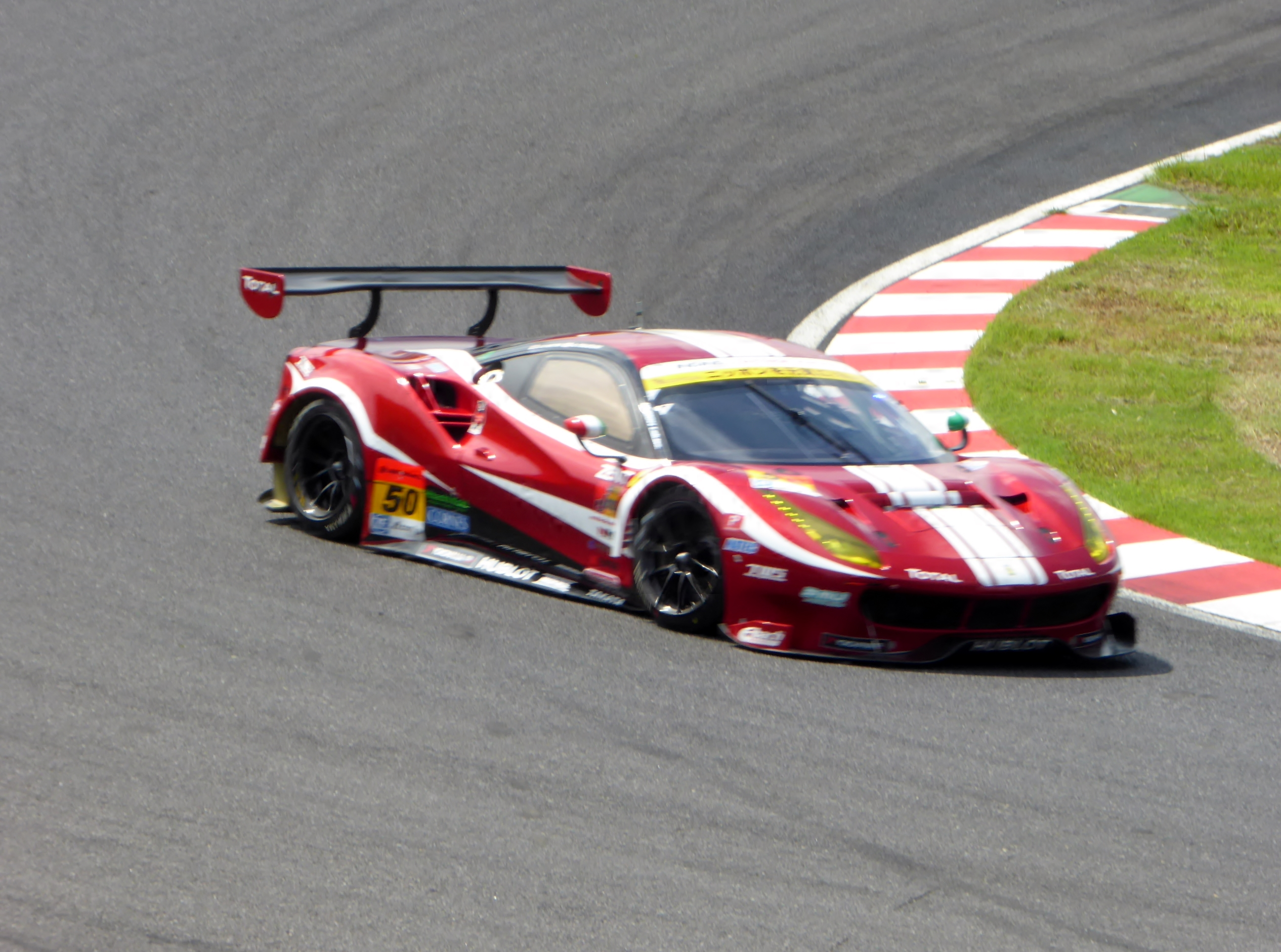
Ferrari 488 GT3

La catégorie GT est composée de voitures répondant à différentes réglementations, c'est-à-dire soit les LMGTE, les FIA GT3 ou les GT 300 Japon.
Les voitures LMGTE sont des voitures de grand tourisme basées sur des voitures de série avec des limites et des spécifications définies par l'ACO pour les courses d'endurance.
Les voitures FIA GT3 sont encadrées par un ensemble de règles défini par la FIA pour les voitures de course GT conçues pour être utilisées dans diverses séries de courses à travers le monde. Cette réglementation permet d'homologuer une grande variété de voitures avec presque aucune limite quant à la taille et à la configuration du moteur ou à la construction ou à la disposition du châssis. Cependant, les voitures doivent être basées sur des modèles de série. Les performances de toutes les voitures FIA GT3 sont réglementées, soit par le Bureau GT de la FIA, soit par un organe décisionnel spécifique de la série (par exemple, l'ACO), grâce à une balance des performances qui ajuste les limites de puissance, afin d'assurer qu'un seul fabricant devienne dominant dans la classe.
Les GT 300 Japon sont souvent similaires à LMGTE ou FIA GT3 avec des spécifications définies par les règlements établis par la Fédération Automobile Japonaise (JAF).
| Icône | Classe           |
| ----- | ---------------- |
| GT3   | GT3              |
| GT3   | GT3 australienne |
| GTC   | GT Cup           |
| GT4   | GT4              |